# 日英 (富士門流)
日英（にちえい、寛政10年（1798年） - 明治10年（1877年）7月9日）は、大石寺第51世法主。平柳姓。

## 略歴
- 寛政10年（1798年）、誕生。
- 文化2年（1805年）8月7日、江戸妙縁寺日脱について得度。
- 文化6年（1809年）9月1日、細草檀林に入檀する。
- 文化11年（1814年）
  - 5月1日、細草檀林86代の化主となる。
  - 9月13日、江戸妙縁寺住職を務める。
- 天保7年（1836年）
  - 4月25日、大石寺33代学頭となる。
  - 5月、48世日量より法の付嘱を受け、大石寺第51世日英として登座。
  - 6月20日、大坊に入る。
- 天保13年（1842年）3月20日、蛇窪法難のため日元の本尊に加筆して信行講中に授与す。
- 嘉永6年（1853年）6月20日、第52世日霑に法を付嘱し富士見庵に移る。
- 文久元年（1861年）10月19日、八戸藩主南部信順の帰依により、八戸玄中寺を創す。
- 文久2年（1862年）6月15日、島津斉彬娘篤姫の帰依により大石寺塔中遠信坊再々興を図り、本尊を書写す[1]。
- 慶応元年（1865年）
  - 5月7日、日英再往。
  - 5月15日、大坊を辞し、日霑再往。
- 明治10年（1877年）7月9日、80歳で死去した。